# Reapers
«Reapers» (с англ. — «Жнецы») — песня английской рок-группы Muse. Она была выпущена как второй рекламный сингл с седьмого студийного альбома группы Drones, а 16 апреля 2016 года получил 7-дюймовую пластинку в рамках Record Store Day 2016 года в качестве пятого и последнего сингла от Drones.
Сингл достиг 75-го места в French Singles Chart, 71-го в Swiss Hitparade Singles Chart, 37-го-в чарте Billboard Hot Rock Songs и стал самым высоким синглом Muse в чарте Billboard Mainstream Rock Songs, заняв позицию под № 2.

## Релиз
«Reapers» был выпущен, как промо-сингл для альбома Drones 29 мая 2015 года. Сингл был издан в качестве 7-дюймового винилового диска. Первая сторона пластинки состоит из альбомной версии песни, в то время как обратная состоит из живого выступления в театре Глория в Кёльне, Германия. Выпуск также включает в себя складной собственный бумажный самолёт («бумажный дрон»).

## Музыкальное видео
Лирическое видео на эту песню было загружено на официальный YouTube-канал группы 29 мая 2015 года. Затем последовало полное видео. Журнал Rolling Stone назвал клип «жестоким и пугающим».

## Критика
В обзоре альбома для газеты The Observer, Китти Эмпайр прокомментировала, что песня «обнажает наложение между бесчувственным разрушением беспилотной войны и бесчувственным разрушением, вызванным людьми, разрывающими друг друга на части», ссылаясь на разрыв фронтмена Muse Мэтта Беллами с невестой Кейт Хадсон. Она также сравнила Беллами с Ингви Мальмстином, отметив, что песня содержит «мясистые риффы».